# 韦斯娜·米洛舍维奇
韦斯娜·米洛舍维奇（1955年8月29日—），北马其顿女子手球运动员。她曾代表南斯拉夫国家队参加1980年夏季奥林匹克运动会手球比赛，获得一枚银牌。